# What Difference Does It Make?
"What Difference Does It Make?" é uma canção da banda britânica The Smiths, compostas pelo vocalista Morrissey e pelo guitarrista Johnny Marr. Foi o terceiro single do grupo e está presente em seu álbum de estreia auto-intitulado.
"What Difference Does It Make?" foi lançada sem o acompanhamento de um videoclipe. Falando com Tony Fletcher no programa The Tube em 1984, Morrissey comentou que sentia que o mercado de clipes era algo que iria "morrer muito rapidamente" e que queria "anunciar a morte" dele.
Morrisey já afirmou que esta está entre suas canções que menos gosta dos Smiths, chegando a afirmar que a produção dela é o seu "único arrependimento". Johnny Marr também afirmou que não a considera uma das canções mais "fortes" do grupo.
| Críticas profissionais | Críticas profissionais |
| Avaliações da crítica  | Avaliações da crítica  |
| Fonte                  | Avaliação              |
| ---------------------- | ---------------------- |
| Allmusic               | [ 3 ]                  |

## Posição nas paradas musicais
| Parada                         | Melhor posição |
| ------------------------------ | -------------- |
| Irlanda (IRMA)                 | 12             |
| Reino Unido (UK Singles Chart) | 12             |

## Certificações
| Região                                                                                             | Certificação | Vendas   |
| -------------------------------------------------------------------------------------------------- | ------------ | -------- |
| Reino Unido (BPI)                                                                                  | Prata        | 200,000^ |
| *números de vendas baseados somente na certificação ^distribuições baseadas apenas na certificação |              |          |